# Phreatia polyantha
Phreatia polyantha är en orkidéart som beskrevs av Rudolf Schlechter. Phreatia polyantha ingår i släktet Phreatia och familjen orkidéer. Inga underarter finns listade i Catalogue of Life.